# Capitani della spiaggia
Capitani della spiaggia è un libro dello scrittore brasiliano Jorge Amado, pubblicato nel 1936. Il libro tratta della vita dei meninos de rua, i bambini poveri abbandonati in Brasile, che vivono esclusivamente di furti e rapine.

## Trama
A Salvador de Bahia, città brasiliana, vi è una pericolosa banda di ragazzini di strada, nota come "Capitani della spiaggia", infatti la loro influenza si concentra soprattutto vicino all'area del porto.
I principali personaggi sono: Pedro Proiettile, capo della banda; João Grande, il più rispettato per la sua stazza; il "Lecca-Lecca" che svilupperà una vocazione religiosa; il "Professore", amante dei libri e narratorie di storie; il "Gatto", uno dei più svegli e Dora una ragazza che entrerà nel gruppo per il suo coraggio.
Alla fine la banda si disgrega per opportunità lavorative e per la morte di Dora che provoca sconvolgimento ed incredulità.
Questi ragazzi crescono in strada e senza nessuno alle spalle e la società non gli permette di emergere e di acquisire gli strumenti adatti, piuttosto li emargina e li fa apparire come un grande problema che va soppresso.

## Edizioni
- Jorge Amado, "Capitani della spiaggia", Garzanti elefanti,  p. 267, ISBN 88-11-66873-5.